# GvSIG
GvSIG es un proyecto de desarrollo de software para Sistemas de Información Geográfica basado en software libre. El catálogo de tecnologías gvSIG se ha ido ampliando con el tiempo. gvSIG Desktop fue el primer software que se desarrolló dentro del proyecto gvSIG, por lo que también se conoce abreviadamente como gvSIG. Además de gvSIG Desktop se han unido al catálogo de productos gvSIG aplicaciones como gvSIG Mobile o gvSIG Online. Este proyecto fue inicialmente impulsado por el gobierno regional de la Comunidad Valenciana (Generalidad Valenciana) de España, dentro de un proceso de migración a software libre de todos los sistemas informáticos de la organización; precisamente la sigla gvSIG abrevia la denominación Generalitat Valenciana Sistema de Información Geográfica.
Desde el año 2010 la gestión y el mantenimiento del catálogo tecnológico gvSIG es llevado a cabo por la Asociación gvSIG, una asociación que engloba tanto entidades empresariales como no-empresariales (universidades, administraciones públicas, institutos geográficos, institutos tecnológicos,etc.). Donde los beneficios que se obtienen de la propia actividad de la Asociación gvSIG se derivan a la sostenibilidad del proyecto.

## gvSIG Desktop
gvSIG Desktop es un programa informático para el manejo de información geográfica con precisión cartográfica que se distribuye bajo licencia GNU GPL v3. Permite acceder a información vectorial y rasterizada así como a servidores de mapas que cumplan la especificaciones del OGC. Esta es una de las principales características de gvSIG respecto a otros Sistema de Información Geográfica, la importante implementación de servicios OGC: WMS (Web Map Service), WFS (Web Feature Service), WCS (Web Coverage Service), WMTS (Web Map Tiled Service),Servicio de Catálogo y Servicio de Nomenclátor.
Está desarrollado en lenguaje de programación Java, funcionando con los sistemas operativos Microsoft Windows, Linux y Mac OS X, y utiliza bibliotecas estándar de GIS reconocidas, como Geotools o Java Topology Suite (JTS). Asimismo, gvSIG posee un lenguaje de scripting basado en Jython y también se pueden crear extensiones en Java utilizando las clases de gvSIG.
Entre los formatos gráficos de fichero más habituales cuenta entre otros con acceso a formatos vectoriales GML, SHP, DXF, DWG, DGN, KML y formatos de imagen rasterizada como MrSID, GeoTIFF, ENVI o ECW.
Iniciado en el año 2004, es un proyecto de desarrollo informático impulsado inicialmente por la Conselleria de Infraestructuras y Transportes Archivado el 6 de abril de 2010 en Wayback Machine. de la Generalidad Valenciana y la Unión Europea mediante el Fondo Europeo de Desarrollo Regional (FEDER). Actualmente está impulsado por un conjunto de entidades (empresas, administraciones, universidades) englobadas bajo la Asociación gvSIG.

## Funcionalidades gvSIG Desktop
En gvSIG Desktop encontramos las herramientas propias de un completo cliente SIG de escritorio, entre otras:
- Acceso a formatos vectoriales: SHP, GML, KML, DXF, DWG, DGN.
- Acceso a formatos ráster: BMP, GIF, TIF, TIFF, JPG, JPEG, PNG, VRT, DAT de ENVI, ERDAS (LAN, GIS, IMG), PCI Geomatics (PIX, AUX), ADF de ESRI, ILWIS (MPR, MPL), MAP de PC Raster, ASC, PGM, PPM, RST de IDRISI, RMF, NOS, KAP, HDR, RAW.
- Acceso a servicios remotos: OGC (WMS, WFS, WCS, WFS-T, WPS), ArcIMS, Ecwp.
- Acceso a bases de datos y tablas: PostGIS, MySQL, ArcSDE, Oracle, JDBC, CSV.
- Navegación: zums, desplazamiento, gestión de encuadres, localizador.
- Consulta: información, medir distancias, medir áreas, hiperenlace.
- Selección: por punto, por rectángulo, por polígono, por capa, por atributos, invertir selección, borrar selección.
- Búsqueda: por atributo, por coordenadas.
- Geoprocesos: área de influencia, recortar, disolver, juntar, envolvente convexa, intersección, diferencia, unión, enlace espacial, translación 2D, reproyección (sólo vectorial), geoprocesos Sextante.
- Edición gráfica: añadir capa de eventos, snapping, rejilla, flatness, pila de comandos, deshacer/rehacer, copiar, simetría, rotar, escalar, desplazar, editar vértice, polígono interno, matriz, explotar, unir, partir, autocompletar polígono, insertar punto, multipunto, línea, arco, polilínea, polígono, rectángulo, cuadrado, círculo, elipse.
- Edición alfanumérica: modificar estructura tabla, editar registros, calculadora de campos.
- Servicio de catálogo y nomenclátor.
- Representación vectorial: símbolo único, cantidades (densidad de puntos, intervalos, símbolos graduados, símbolos proporcionales), categorías (expresiones, valores únicos), múltiples atributos, guardar/recuperar leyenda, editor de símbolos, niveles de simbología, bibliotecas de símbolos.
- Representación raster: brillo, contraste, realce, transparencia por píxel, opacidad, tablas de color, gradientes.
- Etiquetado: etiquetado estático, etiquetado avanzado, etiquetado individual.
- Tablas: estadísticas, filtros, orden ascendente/descendente, enlazar, unir, mover selección, exportar, importar campos, codificación, normalización.
- Constructor de mapas: composición de página, inserción de elementos cartográficos (Vista, leyenda, escala, símbolo de norte, cajetín, imagen, texto, gráfico), herramientas de maquetación (alinear, agrupar/desagrupar, ordenar, enmarcar, tamaño y posición), rejilla (grid), plantillas.
- Impresión: impresión, exportación a PDF, a Postscript, a formato de imagen.
- Redes: topología de red, gestor de paradas, costes de giro, camino mínimo, conectividad, árbol de recubrimiento mínimo, matriz orígenes-destinos, evento más cercano, área de servicio.
- Raster y teledetección: estadísticas, filtrado, histograma, rango de escalas, realce, salvar a raster, vectorización, regiones de interés, componentes generales, georreferenciación, geolocalización, clasificación supervisada, cálculo de bandas, perfiles de imagen, árboles dedecisión, componentes principales, tasselep cap, fusión de imágenes, diagramas de dispersión, mosaicos.
- Publicación: WMS, WFS, WCS de MapServer, WFS de GeoServer.
- 3D y animación: Vista 3D plana y esférica, capas 3D, simbología 3D, extrusión, edición de objetos 3D, encuadres 3D, animación 2D y 3D, visualización estéreo (anaglifo, horizontal split).
- Topología: construcción topológica, edición topológica, generalizar, suavizar, invertir sentido de líneas, convertir capa de líneas/polígonos a puntos, convertir capa de polígonos a líneas, triangulación de Delaunay/Poligonación de Thiessen, build, clean, correcciones topológicas en modo Batch.
- Otros: gestión de Sistemas de Referencia Coordenados, exportar/importar WMC, scripting, gestión de traducciones.

## gvSIG Mobile
gvSIG Mobile es un Sistema de Información Geográfica (SIG) orientado a dispositivos móviles, ideal para proyectos de captura y actualización de datos en campo. Se caracteriza por disponer de una interfaz amigable, siendo capaz de acceder a los formatos más comunes y cuenta con un amplio número de herramientas SIG y GPS ideales para trabajar con información de naturaleza geográfica.
gvSIG Mobile es tanto un Sistema de Información Geográfica como un cliente de Infraestructuras de Datos Espaciales para dispositivos móviles. Es, además, el primer cliente de estas características licenciado como software libre.

## Funcionalidades gvSIG Mobile
En gvSIG Mobile encontramos las herramientas propias de un completo cliente SIG para dispositivos móviles, entre otras:
- Acceso a formatos vectoriales: SHP, GML, KML, GPX.
- Acceso a formatos ráster: ECW, JPEG, PNG, GIF.
- Acceso a servicios remotos: OGC, (WMS).
- Navegación: zums, desplazamiento, centrado automático.
- Consulta: información, ver coordenadas, medir distancias, medir áreas.
- Selección: por punto, por rectángulo, por atributos, borrar selección.
- Búsqueda: por atributo.
- GPS: Conexión a GPS interno/externo, reproyección a UTM, waypoints, tracklog en formatos GPX y CSV, centrado en vista, parámetros de señal, cálculo de la distancia entre ubicación y punto de destino.
- Edición gráfica: creación de puntos, líneas y polígonos.
- Edición alfanumérica: formularios personalizados.
- Representación vectorial: editor de símbolos, exportación a GML, KML y SHP.
- Tablas: importar y exportar campos desde gvSIG Desktop.
- Otros: portabilidad e integración de datos con gvSIG Desktop.

## Extensiones
Actualmente existen extensiones creadas tanto por el equipo desarrollador como por la comunidad que agregan mayores funcionalidades al sistema. Estas extensiones, desde la versión 2.1, se instalan desde la propia aplicación mediante un administrador de complementos.